# مریچگان
مریچگان،مرکز دهستان رادکان و روستایی از توابع بخش رادکان شهرستان چناران در استان خراسان رضوی ایران است.

## جمعیت
این روستا در دهستان رادکان قرار دارد و براساس سرشماری مرکز آمار ایران در سال ۱۳۹۵، جمعیت آن ۲۳۳ نفر (۶۷ خانوار) بوده‌است.